# Швайг
Швайг (нім. Schwaig) — громада в Німеччині, розташована в землі Баварія. Підпорядковується адміністративному округу Середня Франконія. Входить до складу району Нюрнбергер-Ланд.
Площа — 5,89 км2. Населення становить 8952 ос. (станом на 31 грудня 2020).